# Peristedion truncatum
Peristedion truncatum és una espècie de peix pertanyent a la família dels peristèdids.

## Descripció
- Fa 17 cm de llargària màxima (normalment, en fa 15).[6][7]

## Hàbitat
És un peix marí i batidemersal que viu entre 155 i 910 m de fondària (normalment, fins als 580).

## Distribució geogràfica
Es troba a l'Atlàntic occidental: des de Nova Jersey fins al Brasil, incloent-hi el Golf de Mèxic, el mar Carib i les Petites Antilles.

## Observacions
És inofensiu per als humans.